# Алексис Роудс
Алексис „Алекс“ Роудс (енгл. Alexis "Alex" Rhodes; рођена 1. децембра 1984. у Алис Спрингсу) је аустралијска професионална бициклисткиња. Тренутно је члан Гармин-Цервелоа (енгл. Garmin Сеrvélo).
Дана 18. јула 2005, Алексис је претрпела велике трауме у несрећи са аутомобилом у близини Цојленроде у Немачкој. Ова несрећа је резултовала смрћу њеног тимског колеге, Ејми Гилет.

## Успеси
2002.
УЦИ Светско Првенство - јуниори
2004.
Светски куп, Сиднеј
Светски куп, Сиднеј
2005.
Светски куп, Лос Анђелес
Светски куп, Манчестер
Аустралијско национално првенство, Аделаида